# Ansberto (scrittore)
Ansberto (XII secolo – XIII secolo) è stato uno scrittore austriaco.
Partecipò alla terza crociata, su cui lasciò un Historia de expeditione Friderici imperatoris (1187).